# Tanulók Könyvtára (Ifjúsági Kiadó)
Tanulók Könyvtára a bukaresti Ifjúsági Kiadó által 1953-ban indított és egészen 1992-ig megjelent sorozat, célja az általános és középiskolai magyar nyelv- és irodalomoktatás számára kötelező és ajánlott műveket biztosítani olcsón és nagy példányszámban.

## Története, működése
A kiadó eleinte megfelelő román sorozatának sorozatborítóját alkalmazta, s magyar klasszikusok mellett román (és az akkori kiadópolitikának megfelelően orosz) irodalmat is jelentetett meg benne, a sorozat célkitűzéséhez képest meglehetősen szeszélyes válogatásban. 1957-től a román népi motívumokkal keretezett borítót egyszerű betűs címlappal cserélik fel, s ennek egy elegánsabb, immár grafikailag is érvényesülő változata lesz 1958-tól az, amelyet a sorozat végig alkalmaz. Az első öt év összesen 26 kötetének szerzői között 12 magyar klasszikus szerepel (Jókai Mór, Jósika Miklós, Kármán József, Kosztolányi Dezső, Mikszáth Kálmán, Krúdy Gyula, Móra Ferenc, Móricz Zsigmond, Petőfi Sándor, továbbá mesékkel Benedek Elek és Kriza János), 5 kötet szerzője (Creangă, Barbu Ştefănescu Delavrancea, Emil Gîrleanu, Liviu Rebreanu, Alexandru Vlahuță) és egy antológia szerzőgárdája román, szerepel továbbá a sorozatban Gogol, Turgenyev, Gorkij, Shakespeare és Sienkiewicz. A kiválasztott művek legnagyobbrészt az általános iskolás életkorú olvasókhoz szólnak, de – nyilván a román sorozat tervében jóváhagyott cím vonzásában – olykor túllépik ezt a korhatárt.
A kötetekhez – esetlegesen – előszó készül, ezeknek a szerzői legnagyobbrészt hazai írók, irodalomtanárok (Domokos Géza, Faragó József, Lőrinczi László, Oláh Tibor, Székely Erzsébet, Székely János, Szemlér Ferenc), néhány esetben román, egy esetben magyarországi szerző előszava.
A sorozat 1958–59-ben állott a mélyponton, amikor két év alatt összesen 4 címet jelentettek meg. Az 1960-as évek elejétől azonban fordulat állott be mind az évi címek száma, mind a válogatás tekintetében. Ezekhez a kötetekhez – a hiányzó középiskolás irodalom tankönyvek pótlására – már terjedelmesebb bevezető tanulmányok készülnek, később az írói pálya egészét átfogó kronológiával, a fontos könyvészeti adatokkal.
1970-ben, a romániai könyvkiadás átszervezése nyomán a sorozatot rövid ideig a bukaresti Albatros jelenteti meg, majd a kolozsvári Daciához kerül át, évente mindegy 15–20 kötettel, sorszámozva, alapos bevezető tanulmányokkal. 1987-ig a Tanulók Könyvtára  sorozatban összesen 271 kötet jelenik meg.
Az 1989-es változás és a könyvkiadás egész rendszerének átalakulása után a Dacia Könyvkiadó megpróbálkozik a sorozat felélesztésével: 1992-ben megjelenteti Mikszáth Kálmán művét, a Szent Péter esernyőjét, ez azonban a sorozat zárókötete is egyben.
A következő időszakban több magánkiadó próbálkozik a középiskolás ifjúságnak szánt sorozattal (a dévai Corvin, a marosszentgyörgyi székhelyű Hoppá, a sepsiszentgyörgyi Trisedes Press, a kolozsvári Polis). Számos tényező (az olvasási szokásoknak, az irodalomoktatás egész koncepciójának megváltozása, az internet térhódítása, a hazai könyvkereskedelem kis területegységekre való beszűkülése, a magyarországi könyvtermés behatolása a romániai könyvpiacra) miatt azonban egyikük sem tud átütő eredménnyel a könyvpiacon maradni.